# Arca (Musikerin)

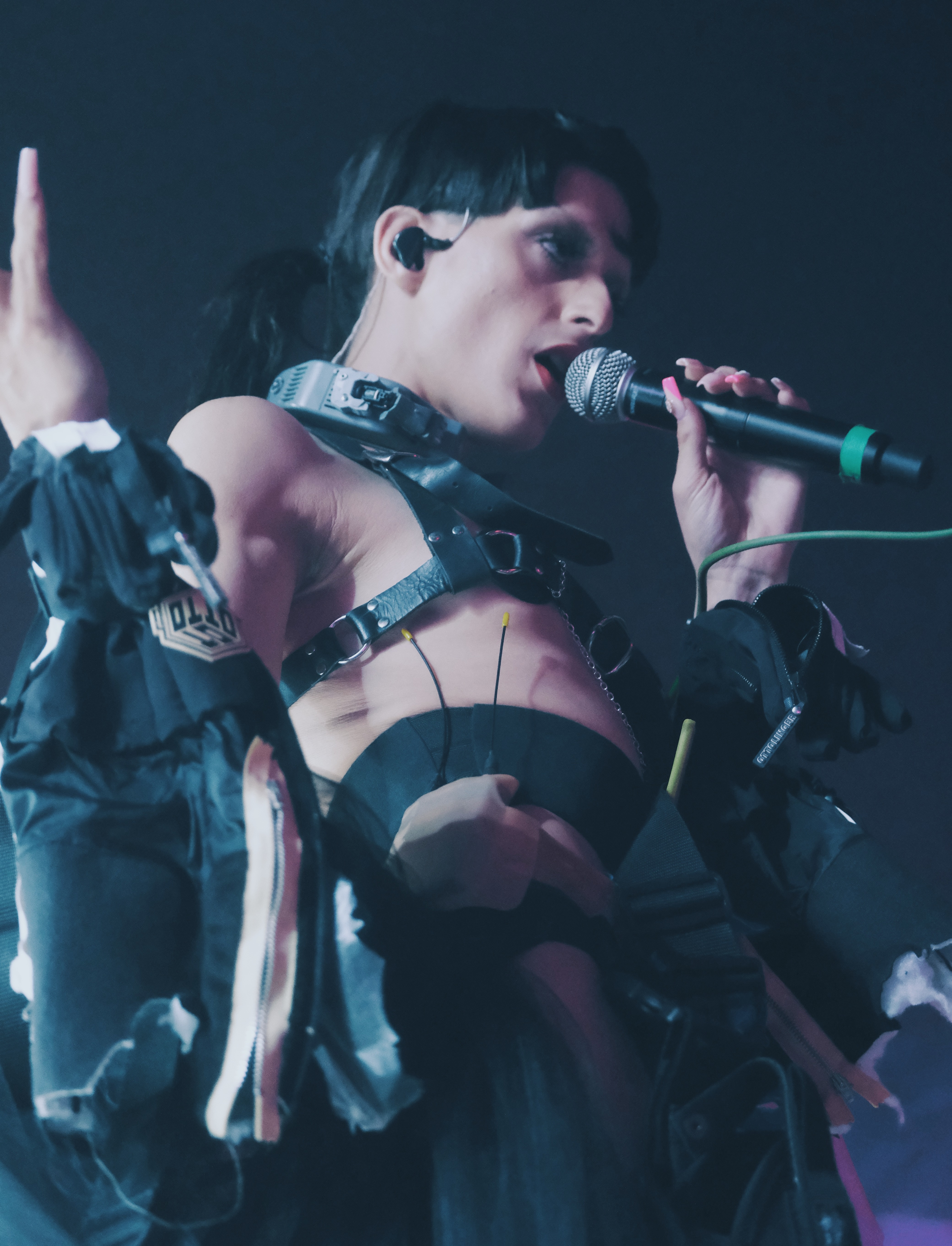
Arca in Barcelona (2019)

Arca, Bühnenname von Alejandra Ghersi Rodriguez (geb. 14. Oktober 1989 in Caracas als Alejandro Ghersi), ist eine venezolanische Produzentin elektronischer Musik und DJ, bekannt für Soloarbeiten sowie die Zusammenarbeit mit Björk, Kanye West und FKA Twigs. 2018 hatte Arca ein Coming-out als nichtbinäre Person und verwendet seitdem weibliche oder geschlechtsneutrale Pronomen (im Folgenden als weiblich beschrieben). Arca ist die erste nichtbinäre Person, die für einen Grammy nominiert wurde.

## Leben
Arca wuchs zunächst in den USA auf, dann in der Oberschicht von Caracas als Kind eines Anlagebankiers. Mit sieben Jahren begann sie, Klavier zu spielen. In ihrer Jugend machte sie mit der Software Fruity Loops erste Versuche, IDM zu produzieren. Dabei war sie von R&B-Künstlerinnen wie Nelly Furtado und Aaliyah beeinflusst, vor allem aber auch von Nine Inch Nails und Aphex Twin. Mit 17 Jahren zog Arca nach New York, um am Clive Davis Institute of Recorded Music, einem Institut der Tisch School of the Arts an der New York University, zu studieren. In New York entwickelte sie einen selbstständigen Musikstil, fühlte sich in ihrer Homosexualität erstmals akzeptiert und baute Verbindungen zum Künstlerkollektiv GHE2oGOTH1K auf, mit dessen Mitgründer Shayne Oliver (Modedesigner) sie sich anfreundete.
Seit 2014 lebt Arca in London. Häufig arbeitet sie mit ihrem Freund und Mitbewohner Jesse Kanda zusammen, der für die graphische Gestaltung ihrer Alben und viele ihrer Musikvideos zuständig ist. Kanda und Arca hatten sich über die Onlineplattform deviantArt kennengelernt. 2018 erklärte Arca ihre Geschlechtsidentität öffentlich als nichtbinär; als Pronomen nutzt sie das geschlechtsneutrale they sowie weibliche Formen. Ihr 2020er-Album Kick i beginnt mit dem Track Nonbinary, in dem sie mehrfach wiederholt: speak for yourself („spreche für dich selbst“, oder: „sag wer du bist“). Das Album bekam eine Nominierung bei den Grammy Awards 2021 in der Kategorie Bestes Dance-/Electronic-Album; Arca war damit die erste nichtbinäre Person, die für einen Grammy nominiert wurde.

## Karriere
Im Februar 2012 veröffentlichte Arca die erste EP Baron Libre über das Label UNO NYC. Im April erschien die EP Stretch 1 sowie im August deren Fortsetzung Stretch 2.
2013 war Arca unter anderem als Produzentin und Songwriterin an fünf Songs des Albums Yeezus von Kanye West beteiligt, das im Juni veröffentlicht wurde. Zudem war sie mit zwei weiteren Personen in der Produktionsberatung von Yeezus tätig. Im Juni 2013 veröffentlichte Arca das Mixtape &&&&& über das Label Hippos in Tanks auf Soundcloud. Das Projekt beinhaltete auch eine audiovisuelle Performance im Oktober, bei der Jesse Kanda für die visuelle Untermalung zuständig war. Im September 2013 veröffentlichte FKA Twigs eine EP namens EP2, auf der Arca an jedem Song als Produzentin und Co-Autorin beteiligt war.
Arcas Debüt-Album Xen erschien im November 2014 bei Mute Records. An Björks achtem Studioalbum Vulnicura (veröffentlicht am 20. Januar 2015) wird Arca ein bedeutender Einfluss zugesprochen. Sie wird als Co-Produzentin von sieben Songs und Co-Autorin von zwei Songs gelistet. Im selben Jahr kollaborierte Arca mit der amerikanischen Sängerin Kelela auf deren EP Hallucinogen, die im Oktober 2015 erschien. Arca war bei zwei Songs an Produktion, Aufnahme, Mixing und Songwriting beteiligt. Der Titeltrack basiert auf einem Instrumental von ihrem Mixtape &&&&&.
Arcas zweites Album Mutant erschien im November 2015 ebenfalls bei Mute Records. Zwei Jahre später folgte ihr drittes Werk Arca.
Ende November / Anfang Dezember 2021 veröffentlichte sie insgesamt vier Alben (Kick II, III, IIII & IIIII) mit insgesamt 44 Tracks, die sie selbst auch als „multidimensionale Selbstporträts“ bezeichnet. 2022 trat sie zusammen mit anderen Künstlerinnen und Künstlern wie Caroline Polachek und Troye Sivan im Rahmen der 20-jährigen Jubiläum der H&M Designkooperationen bei der H&M&Berlin Club Night im Berliner Kraftwerk auf. 2023 begleitete sie als DJ die Rennaissance World Tour von Beyoncé und Ende des Jahres Gastjurorin im Vogue Ballroom Teil bei der Celebration Tour von Madonna in Barcelona. Am 16. März 2024 spielte Arca ein Boiler Room Set in Caracas.

## Stil
Arca bezeichnet ihre Musik als absichtlich sperrig und tiefgründig, die britische Zeitung Guardian zitiert sie 2014: „I don’t want people to say, ‘Oh, yeah, I love this song’ on the first listen. I want them to listen to it again and again and, by the 10th time, finally see themselves in it“ (kurz: Ich möchte, dass Leute meine Musik wieder und wieder anhören, bis sie sich selbst darin sehen). Diese Eigenschaft mache auch den Reiz ihrer Musik aus; Kanye West habe Arca als Produzent für sein Album Yeezus engagiert (2013), als sie ihm absichtlich sperrige Musik geschickt habe.
Arcas Selbstdarstellung wird in die Nähe von queerer und Postgender-Ästhetik gerückt, auch weil sie bei Liveauftritten mit Geschlechtsidentitäten spielt. Bereits auf ihrem Debütalbum 2014 entwirft Arca eine fiktive Figur namens Xen als eigenes Alter Ego, das weder männlich noch weiblich ist, aber mit weiblichen Pronomen beschrieben wird (she/her „sie/ihr“). 2021 findet sich auf Kick iiii der Track Xenomorphgirl; der Rolling Stone beschreibt das ganze Album als „Xenopop“ (von altgriechisch xenos „Fremder, Gast“; vergleiche xenomorph, Xenophobie).

## Diskografie
Alben
- Xen (2014; Mute)[17]
- Mutant (2015; Mute)[21]
- Arca (2017; XL Recordings)
- Kick i (2020; XL Recordings)[8]
- Kick ii (2021; XL Recordings)[1]
- Kick iii (2021; XL Recordings)[1]
- Kick iiii (2021; XL Recordings)[29]
- Kick iiiii (2021; XL Recordings)[1]

EPs
- Barón Libre (2012; UNO NYC)
- Stretch 1 (2012; UNO NYC)
- Stretch 2 (2012; UNO NYC)
- Madre (2021; XL Recordings)

Singles
- Thievery (2014; Mute)
- Country Pursuits, mit Woody Jackson (Single aus Music of Red Dead Redemption 2)  (2019; Lakeshore Records)
- @@@@@ (2020; XL Recordings)

- Nonbinary (2020; XL Recordings)
- Time (2020; XL Recordings)
- Mequetrefe (2020; XL Recordings)
- KLK, mit ROSALÍA (2020; XL Recordings)
- Nonbinary (2020; XL Recordings)
- Incendio (2021; XL Recordings)
- Born Yesterday, mit Sia (2021; XL Recordings)
- Prada / Rakata (2021; XL Recordings)
- Electra Rex (2021; XL Recordings)
- Queer, mit Planningtorock (2021; XL Recordings)
- Cayó (2022; XL Recordings)
- Яitual (2023; XL Recordings)
- Chama, mit Tokischa (2024; XL Recordings)

Als Gastmusikerin
- Safety Trance, Arca: El Alma Que Te Trajo (2022; Boysnoize Records)

- Addison Rae, Arca: Aquamarine / Arcamarine (2024; Columbia Records)

Remixes
- Lady Gaga, Ariana Grande: Rain On Me (Arca Remix) (2021; Interscope Records)

- Laurie Anderson, Arca: Big Science (Arca Remix) (2022; Nonesuch Records)

Mixtapes
- Baron Foyel (2011; DIS Magazine)
- MoMA PS1 Warm Up Mix (2012; The Fader)
- &&&&& (2013; Eigenveröffentlichung)
- Sheep (2015; Eigenveröffentlichung)
- Entrañas (2016; Eigenveröffentlichung)

Produktionen
- Dean Blunt: The Redeemer auf The Redeemer (2013; Hippos in Tanks)
- Kanye West: Hold My Liquor, I’m In It, Blood on the Leaves und Send It Up auf Yeezus (2013; Def Jam Recordings)
- FKA Twigs: EP2 (2013; Young Turks)
- FKA Twigs: Lights On, Hours und Give Up auf LP1 (2014; Young Turks)
- Björk: Vulnicura (2015; One Little Indian Records)
- Kelela: Hallucinogen (2015; Warp Records)
- Babyfather (Dean Blunt): Meditation, Deep und Snm auf BBF: hosted by DJ Escrow (2016; Hyperdub)
- Frank Ocean: Mine auf Endless (2016; Def Jam)
- Björk: Utopia (2017; One Little Indian Records)